# John Oswald
John Oswald (* 30. května 1953, Kitchener, Ontario, Kanada) je kanadský hudební skladatel a saxofonista, nejvíce známý projektem Plunderphonics. Složil také například album Grayfolded skupiny Grateful Dead.